# Giorgio Lupano
Giorgio Lupano (Trofarello, 5 ottobre 1969) è un attore italiano.

## Biografia
Diplomatosi nel 1993 alla scuola del Teatro Stabile di Torino diretta da Luca Ronconi, nasce artisticamente come attore di teatro, lavora poi anche per il cinema e per la televisione.
Uno dei suoi primi ruoli importanti è nel 2000, quando è tra i protagonisti del film Il manoscritto del Principe, diretto da Roberto Andò. Nel 2004 è nuovamente sul grande schermo con i film E ridendo l'uccise, diretto da Florestano Vancini e Sotto falso nome, diretto da Roberto Andò.
In televisione ha recitato nella miniserie televisiva Regina dei fiori (2005), nel telefilm di Canale 5 R.I.S. 4 - Delitti imperfetti (2008) e nella miniserie TV La stella della porta accanto, andata in onda nel settembre 2008 su Rai 1. Nel 2009 prende parte al film La papessa diretto da Sönke Wortmann.
Nell'autunno 2010 è protagonista della prima stagione di Paura di amare su Rai 1 e nel 2013 è protagonista anche nella seconda stagione. Dal 2017 al 2018 faceva parte del cast principale della serie Sacrificio d'amore nel ruolo di Corrado Corradi, coinvolto nel triangolo amoroso con sua moglie Silvia e uno dei lavoratori Brando Prizzi.
Dal 2018 al 2021 ha interpretato il personaggio di Luciano Cattaneo nella soap opera pomeridiana di Rai 1 Il paradiso delle signore.

## Filmografia

### Cinema
- Il manoscritto del Principe, regia di Roberto Andò (2000)
- L'inverno, regia Nina Di Majo (2002)
- E ridendo l'uccise, regia di Florestano Vancini (2004)
- Sotto falso nome, regia di Roberto Andò (2004)
- Uragano, regia di Tony Mitchell (2007)
- L'amore nascosto, regia di Alessandro Capone (2007)
- Euclide era un bugiardo, di Viviana Di Russo (2009)
- The International, regia di Tom Tykwer (2009)
- La papessa, regia di Sönke Wortmann (2009)
- 11 settembre 1683, regia di Renzo Martinelli (2012)
- Soundtrack, regia di Francesca Marra (2015)
- A Quiet Heart, regia di Eitan Anner (2016)
- Un'estate in Sicilia, regia di Michael Keusch (2016)

### Televisione
- Il mestiere di vivere, regia di S. Polomski
- Il conto Montecristo, regia di Ugo Gregoretti – film TV (1996)
- Il commissario Montalbano - La forma dell'acqua, regia di Alberto Sironi – serie TV (2000)
- Sospetti, regia di Luigi Perelli – serie TV (2000)
- Nanà, regia di Alberto Negrin – miniserie TV (2001)
- Orgoglio, regia di Giorgio Serafini – serie TV (2005-2006)
- Regina dei fiori, regia di Vittorio Sindoni – film TV (2005)
- La principessa del poligono, regia di Rafa Montesinos – film TV (2007)
- La bella Otero, regia di Jordi Frades – film TV (2008)
- R.I.S. 4 - Delitti imperfetti, regia di Pier Belloni – serie TV, 12 episodi (2008)
- La stella della porta accanto, regia di Gianfranco Albano – miniserie TV (2008)
- Einstein (2008), regia di Liliana Cavani – miniserie TV (2008)
- R.I.S. 5 - Delitti imperfetti, regia di Fabio Tagliavia – serie TV, episodi 5x02, 5x04 e 5x06 (2009)
- Un caso di coscienza 4, regia di Luigi Perelli – miniserie TV (2009)
- Paura di amare, regia di Vincenzo Terracciano – miniserie TV (2010-2013)
- Dove la trovi una come me?, regia di Giorgio Capitani – miniserie TV (2011)
- K2 - La montagna degli italiani – miniserie TV (2012)
- Il paese delle piccole piogge – miniserie TV (2012)
- Il restauratore 2 – miniserie TV (2014)
- Hannibal – serie TV (2015)
- Non è stato mio figlio – miniserie TV (2016)
- Die Kinder der Villa Emma, regia di Nikolaus Leytner – film TV (2016)
- Sacrificio d'amore – serie TV (2017-2018)
- Il paradiso delle signore[2]– soap opera (2018-2021)

## Teatro
- Antigoni della terra, drammaturgia e regia di Marco Baliani (1992)
- Misura per misura di William Shakespeare, regia di Luca Ronconi (1992)
- Pilade di Pier Paolo Pasolini, regia di Luca Ronconi (1993)
- Re Lear di William Shakespeare, regia di Franco Branciaroli (1993)
- Il duello da Heinrich von Kleist, drammaturgia e regia di Gabriele Lavia (1994)
- Timone d'Atene di William Shakespeare, regia di Walter Pagliaro (1994)
- L'onorevole Ercole Malladri di Giuseppe Giacosa, regia di Mauro Avogadro (1995)
- La barraca dei comici da Federico García Lorca, regia di Ugo Gregoretti (1995)
- Street Scene di Kurt Weill, regia di Giorgio Gallione (1995)
- I fanatici di Robert Musil, regia di Antonio Sixsty (1995)
- Pelléas e Mélisande di Maurice Maeterlinck, regia di Mauro Avogadro (1995)
- Un mese in campagna di Ivan Sergeevič Turgenev, regia di Marco Sciaccaluga (1996-7)
- Il cielo sopra al letto (Skylight) di David Hare, regia di Luca Barbareschi (1998)
- Il leone d'inverno di James Goldman, Regia di Mauro Avogadro (1999)
- Anniversario di Harold Pinter, regia di Roberto Andò (2001)
- I parenti terribili di Jean Cocteau, regia di Krzysztof Zanussi (2002)
- Agata di Rocco Familiari, regia di Walter Manfrè (2002)
- La storia immortale da Capricci del destino di Karen Blixen, drammaturgia e regia di Gabriele Lavia (2003)
- Le peintre des madones di Michel Marc Bouchard, regia di Serge Denoncourt (2004)
- Arsenico e vecchi merletti di Joseph Kesselring, regia di Attilio Corsini (2005)
- Black Comedy di Peter Shaffer, regia di Attilio Corsini (2007)
- Maratona di New York di Edoardo Erba, regia di Giorgio Lupano e Cristian Giammarini (2009-15)
- Elephant Man di Giancarlo Marinelli, regia di Giancarlo Marinelli (2014)
- Doppio sogno di Giancarlo Marinelli, regia di Giancarlo Marinelli (2015)
- Figli di un dio minore di Mark Madoff, regia di Marco Mattolini (2015-17)
- A casa di Nathalie di Alessandro Capone, regia di Alessandro Capone (2017)
- Boeing-Boeing di Marc Camoletti, regia di Matthew Warchus (2017)
- Viktor und Viktoria, regia Emanuele Gamba (2018)
- Sherlock Holmes e i delitti di Jack lo Squartatore, regia di Ricard Reguant (2019)
- Il collezionista... quasi una storia d'amore, regia di Francesco Bonomo (2020)
- Proposta di matrimonio di Anton Čechov, con Enrica Pintore e Ermanno De Biagi, regia di Marine Galstyan (2021)
- "TRE UOMINI E UNA CULLA",regia di Gabriele Pignotta (2023)
- La Casa Delle Api, scritto e diretto da Sargis Galstyan (2023), Produzione Compagnia Incontroverso